# Клегган
Клегган (англ. Cleggan; ирл. An Cloigeann, Ан-Клигянн) — рыболовная деревня в Ирландии, находится в графстве Голуэй (провинция Коннахт). Население — 301 человек (по переписи 2002 года).